# Château de Bernaville
Le château de Bernaville est une demeure du XIXe siècle, qui se dresse sur le territoire de la commune française de Picauville, dans le département de la Manche, en région Normandie.

## Localisation
Le château est situé au fond d'un parc, à 1,2 kilomètre au nord de l'église Saint-Candide de Picauville, dans le département français de la Manche.

## Historique
Il est probable qu'au Moyen Âge se dressait ici un pavillon de chasse.
On peut noter parmi les propriétaires successifs du château, Charles le Fournier de Bernaville, gouverneur de la Bastille de 1708 à 1718. Il passe ensuite à la famille Le Fauconnier, mousquetaires du roi, qui émigrèrent en 1792. Le château est alors saisi et est acheté au milieu du XIXe siècle par la famille d'Aigneaux. Ils l'occuperont jusqu'à Seconde Guerre mondiale. C'est cette famille qui l'agrandit, le modernise et construit notamment, dans le parc, une orangerie et une chapelle.
De 1942 jusqu'au printemps 1944, le château est la possession d'un industriel cherbourgeois et est ensuite réquisitionné par l'armée allemande qui y installe le PC du général Wilhelm Falley. Le 17 mai 1944 le général Rommel en tournée d'inspection du Mur de l'Atlantique, est reçu à 11 heures du matin au château de Bernaville par le général Falley, commandant de la 91e division d'infanterie allemande. Le soir du 5 juin 1944, Wilhelm Falley quitte Bernaville pour se rendre à Rennes, où il doit participer à un Kriegspiel, un jeu de stratégie militaire. En chemin, au vu du nombre inhabituel d'avions ennemis, il fait demi-tour afin de regagner son PC. C'est au petit-matin du 6 juin, sur la route du château, près de la « ferme de la Minoterie », qu'il tombe dans une embuscade tendue par des parachutistes américains, et dans laquelle il est abattu avec son ordonnance, le major Bartuzat. Le général Falley et le commandant Bartuzat seront enterrés au cimetière d'Orglandes.
À la Libération, le château est revendu au Bon Sauveur. En 2020, il est occupé par la fondationNormandy Institute, que préside Dorothea de la Houssaye.

## Description
Bernaville se présente sous la forme d'un petit château massif, entouré d'un beau parc, avec une serre du XIXe siècle, et attenante au château, nichée dans la verdure, la petite chapelle.
À l'intérieur, un des salons, avec des dessus-de-portes présentant des scènes de chasse, retient notamment l'attention.

## Visite
Le château, propriété privée, inscrit à l'Inventaire général du patrimoine culturel, n'est pas ouvert au public.